# Anatolij Papanov
Anatolij Dmitrijevitj Papanov (ryska: Анатолий Дмитриевич Папанов), född 31 oktober 1922 i Vjazma, död 5 augusti 1987 i Moskva, var en sovjetisk (rysk) skådespelare, dramaturg och teaterdirektör.